# 格鲁特
格鲁特（英語：Groot）是一个出现在漫威漫画出版的美国漫画书中的超级英雄。格鲁特由斯坦·李、杰克·科比、拉里·李伯和迪克·艾尔斯创作，首次出现在《惊奇故事》#13（1960年11月）中。原版格鲁特是一个外星人和有知觉能力树状生物，起初出现是作为外星入侵者捕捉人类进行实验。
格鲁特一角在电影中出现后成为了流行文化的标志，它的唯一一句台词“我是格鲁特”（I Am Groot）也在互联网上爆红。

## 其他媒體

### 電影
- 漫威電影宇宙：由馮·迪索聲演格鲁特（英语：Groot (Marvel Cinematic Universe)）。
  - 《星際異攻隊》（2014年），克里斯蒂安·戈德莱夫斯基（Krystian Godlewski）为该角色出演动作捕捉。
  - 《星際異攻隊2》（2017年）
  - 《復仇者聯盟3：無限之戰》（2018年）
  - 《復仇者聯盟：終局之戰》（2019年）
  - 《雷神索爾：愛與雷霆》（2022年）：客串
  - 《星際異攻隊3》（2023年）

### 劇集
- 《復仇者聯盟：史上最強英雄戰隊》
- 《終極蜘蛛俠》
- 《復仇者聯盟：正義出擊（英语：Avengers Assemble (TV series)）》
- 《浩克與狂砸特工隊（英语：Hulk and the Agents of S.M.A.S.H.）》
- 《天雷爭霸：復仇者聯盟》
- 《星際異攻隊（英语：Guardians of the Galaxy (TV series)）》
- 《火箭與格魯特（英语：Rocket & Groot）》
- 漫威電影宇宙：由馮·迪索回歸聲演格鲁特。
  - 《我是格魯特》（2022-2023年）：動畫劇集
  - 《星際異攻隊假日特輯》（2022年）

#### 動畫電影
- 《無敵破壞王2：網路大暴走》（2018年）：迪士尼動畫電影，小格魯特由馮·迪索回歸配音。

### 遊戲
- 《樂高漫威超級英雄[2]》：由特羅伊·貝克配音[3]。
- 《漫威：未來之戰》：手機遊戲，格魯特是玩家可使用角色之一。
- 《銀河守護隊：Telltale系列（英语：Guardians of the Galaxy: The Telltale Series）》：格魯特在其中登場，由亞當·哈靈頓（英语：Adam Harrington (voice actor)）配音。
- 《漫威超級戰爭》
- 《漫威：未來革命》
- 《漫威超級戰爭》
- 《漫威星際異攻隊》
- 《漫威爭鋒》：由亞當·哈靈頓（英语：Adam Harrington (voice actor)）配音。

### 遊樂設施
- 銀河守護隊：使命突圍！（英语：Guardians of the Galaxy – Mission: Breakout!）